# 憂国のラスプーチン
『憂国のラスプーチン』（ゆうこくのラスプーチン）は、佐藤優原作、長崎尚志脚本、伊藤潤二作画による日本の劇画。

## 概要
2010年8月10日発売の『ビッグコミック』（小学館）同年16号より2012年24号まで連載された。佐藤の拘置所体験や取調べ検事とのやりとり、および外交官としてのロシア体験が内容である。
なお人名は、外国人については実名が出てくるが、日本人については主人公の「憂木衛」や歴代首相も含め、仮名となっている。
1991年のソ連8月クーデターにてミハイル・ゴルバチョフが無事であることをクーデターグループに近いイリイン第二書記より確認したエピソードや、ソ連・ロシアに駐在する日本人外交官の不祥事についても取り上げている。

## 登場人物

### 主人公
憂木衛
日本の専門職外交官。京都にある私立大学（同人舎大学）大学院で神学を専攻。
ロシア問題の専門家で、北方領土問題の解決に尽力している。
モデルは佐藤優。同人舎大学のモデルは同志社大学。
都築峰雄
北海道選出の与党大物政治家。
北方領土問題解決に尽力している。
モデルは鈴木宗男。

### 日本国総理大臣
尾長角英
尾長美紀子外務大臣の父親。
モデルは田中角栄、田中真紀子親娘。
本橋虎太郎
モデルは橋本龍太郎。
田渕栄三
モデルは小渕恵三。
堀敏朗
モデルは森喜朗。
鯉渕純太郎
モデルは小泉純一郎。

### 日本国外務省
先輩
ソ連に駐在する外務省専門職の先輩。
後藤亮
外務省キャリア官僚。
憂木の後輩で盟友。
東京地検の捜査では憂木に不利な証言をする。
西條和正
外務省幹部。
憂木が尊敬する上司。
モデルは東郷和彦。

### 東京地検
高村貴史
東京地検検事。憂木の取り調べを担当する。
検察事務官
東京地検事務官。高村とコンビを組む。
吉野正義
東京地検検事。高村の先輩格にあたる。

### 弁護士
室田、赤川
憂木の担当の弁護士。

### 日本民間
今田英明
三つ葉商事社員。

### 外国
イリイン
ソ連共産党第二書記。
ソ連8月クーデターを起こしたクーデターグループの1人。
ブルブリス
エリティン大統領側近。「私は馬鹿が嫌い」が口癖。
ソ連崩壊のシナリオを描いた能力主義者。
カルテンブルンナー
エリティン政権に人脈を持つロシア通のスウェーデン人。
正体はロシア諜報機関予備役スパイであり、チェルノムイルジン首相に近い人物である。
黒い大佐
ロシアで最も異端視された政治家。
ソ連空軍予備役大佐。本名・ヴィクトル・アルクスニス。

## 単行本
- 佐藤優原作・長崎尚志脚本・伊藤潤二作画 『憂国のラスプーチン』小学館〈ビッグコミックス〉、全6巻
  1. 2010年12月25日発売 ISBN 978-4-09-183610-6
  2. 2011年6月30日発売 ISBN 978-4-09-183859-9
  3. 2011年10月28日発売 ISBN 978-4-09-184154-4
  4. 2012年5月2日発売 ISBN 978-4-09-184454-5
  5. 2012年8月30日発売 ISBN 978-4-09-184657-0
  6. 2012年12月27日発売 ISBN 978-4-09-184806-2
- 『憂国のラスプーチン』小学館〈My First WIDEコミック〉、1巻
  1. 2011年10月13日発売 ISBN 978-4-09-162733-9